# Курфюрст
Курфюрстите (на немски: Kurfürst) са членове на избирателната колегия на Свещената Римска империя, имаща функцията да избира германски император. От 15 век нататък изборът често е формално потвърждение на фактически династичното наследяване на поста.
Формално курфюрстите избират крал на римляните, който става император на Свещената Римска империя едва след коронация от папата. Карл V е последният коронясан император. Всички негови наследници са само „избрани императори“. Курфюрстите са принцове (имперски князе) на Империята, но имат и допълнителни привилегии извън избирателното право, които не са позволени на останалите им събратя.
През по-голямата част от историята на Свещената Римска империя (от XIII – XIV век) курфюрстите са седем, включително трима духовни (архиепископът на Майнц, архиепископът на Трир и архиепископът на Кьолн) и четирима светски (кралят на Бохемия, пфалц-графът на Рейн, херцогът на Саксония и маркграфът на Бранденбург). Други курфюрсти, добавени през XVII век, са херцозите на Бавария и херцозите на Брауншвайг-Люнебург. В началото на XIX век са добавени няколко нови курфюрсти, но те никога не участват в избори, тъй като Свещената Римска империя е премахната от Наполеон Бонапарт на 6 август 1806.

## Състав и брой през вековете
Германската практика за избор на монарх води началото си от времето, когато германските племена образували съюзи по определен повод и избирали за тази цел водач. Избори са провеждани нередовно от франките, сред чиито наследници са Франция и Германия. Френската монархия постепенно става наследствена, но германската остава изборна. Първоначално всички мъже упражняват правото си на глас в такива избори, но в крайна сметка избирателните права остават достояние на ограничен кръг влиятелни личности в държавата. При избора на Лотар II през 1125 малък кръг изявени благородници избират монарха и след това го представят за одобрение на останалите магнати. С времето правото на избор се ограничава до определен кръг принцове и процедурата по одобрение от благородничеството е изоставена.

### XII век
Избирателната колегия е спомената през 1152 и отново през 1198. В писмо на папа Урбан IV се споменава, че от „незапомнени времена“ седем принца (архиепископите на Майнц, Трир и Кьолн, заедно с херцозите на франките, швабите, саксонците и баварците) притежават правото на избор на император. Тримата споменати архиепископи ръководят едни от най-богатите и влиятелни епархии в Европа, а четиримата херцози контролират старата франкска територия, както и важни наследствени служби.

### Промени през XIII век
През XIII век франконската и швабската херцогски династии се прекъсват и техните избирателни претенции преминават към пфалц-графа на Рейн и маркграфа на Бранденбург.
| Нюрнбергска хроника | Португалска хроника |
| ------------------- | --- |
|                     | - Архиепископ на Трир - Архиепископ на Кьолн - Архиепископ на Майнц - император - крал на Бохемия - Пфалцграф на Рейн - херцог на Саксония - Маркграф на Бранденбург |

Първоначално Пфалц и Бавария се контролират от едно и също лице, но през 1253 са разделени между двама представители на династията Вителсбах. Останалите курфюрсти отказват да допуснат двама представители на една и съща династия до избирателните права, така че започва ожесточено съперничество между пфалц-графа и херцога на Бавария. Междувременно кралят на Бохемия, който държи и древната имперска служба на Първи виночерпец, предявява претенции за участие в изборите. Противопоставят му аргумента, че кралството му не е германско. Златната була от 1356 поставя край на споровете. Според нея право да избират краля имат архиепископите на Майнц, Трир и Кьолн, както и кралят на Бохемия, пфалц-графът, херцогът на Саксония и маркграфът на Бранденбург.

### XVII век
Съставът на колегията остава непроменен до XVII век. През 1621 курфюрстът на Пфалц Фридрих V е поставен извън закона от императора, заради участието си в Чешкото въстание, част от Тридесетгодишната война. Мястото на пфалц-графа е предадено на херцога на Бавария, глава на младшия клон на династията. Първоначално херцогът държи избирателните права лично, но по-късно те стават наследствени заедно с херцогството.
Когато през 1648 година Тридесетгодишната война завършва с Вестфалския мир, наричан още Мюнстерски договор, е създадено ново курфюрстко място за пфалц-графа на Рейн. Тъй като курфюрстът на Бавария запазва мястото си, общият брой на курфюрстите става осем.
През 1692 година, вследствие на наследяването на Пфалц от католическия клон на династията Вителсбах, се застрашава религиозния баланс в изборната колегия, броят на курфюрстите е увеличен на девет. Новото място е дадено на херцозите на Брауншвайг-Люнебург, които стават известни като курфюрсти на Хановер. Райхстагът потвърждава официално новото място през 1708.

### XVIII век
През 1706 курфюрстът на Бавария и архиепископът на Кьолн са поставени извън закона по време на Войната за испанското наследство, но и двамата са възстановени през 1714 след Баденския мир. През 1777 броят на курфюрстите и намален на осем, след като курфюрстът на Пфалц наследява Бавария.

### XIX век и Наполеон и премахване на империята
Нашествието на Наполеон в началото на XIX век предизвиква множество изменения в състава на колегията. Договорът от Люнвил (1801), който отстъпва левия бряг на Рейн на Франция, довежда до изключването на архиепископите на Трир и Кьолн и преместването на третия църковен курфюрст от Майнц в Регенсбург.
През 1803 са създадени курфюрстки места за херцога на Вюртемберг, маркграфа на Баден, ландграфа на Хесен-Касел и херцога на Залцбург, като броят на курфюрстите достига десет. Когато Австрия анексира Залцбург след договора от Пресбург (1805), херцогът на Залцбург се премества във Вюрцбург и запазва курфюрсткото си място. Новите курфюрсти не успяват да използват гласа си, тъй като Свещената Римска империя е премахната през 1806, а новите постове никога не са потвърдени от императора.

## Права и привилегии
Курфюрстите са сред владетелите на княжества от Империята, но имат привилегии в сравнение с останалите принцове. До XVIII век само към тях се използва обръщението Durchlaucht (Ваша светлост). От 1742 за тях се използва суперлативното обръщение Durchlauchtigste, а за останалите принцове Durchlaucht.
Като владетели на княжества от Империята, курфюрстите се ползват с всички привилегии на останалите принцове, включително правото да сключват съюзи, автономия в династичната област и предимство пред останалите поданици. Златната була признава някои допълнителни права на курфюрстите. Например те имат право на монопол върху всички мини за злато, сребро и други метали в техните територии, на облагане с данъци на евреите, на пътни такси и на сечене на монети. В останалите територии тези права принадлежат на императора и принцовете, които ги ползват неправомерно, са заплашени с лишване от статуса си. Така курфюрстите са сред най-могъщите принцове на Империята. Те имат и известна съдебна власт в земите си, а поданиците им не могат да бъдат съдени в имперските съдилища.
След премахването на Свещената Римска империя през август 1806 курфюрстите продължават да управляват териториите си, като много от тях приемат по-високи титли. Херцозите на Бавария, Вюртемберг и Саксония се обявяват за крале, както прави и херцогът на Брауншвайг-Люнебург, който вече е и крал на Великобритания. Междувременно маркграфът на Баден се издига сам до велик херцог. Само ландграфът на Хесен-Касел запазва вече безсмислената титла курфюрст на Хесен в отличие от останалите хесенски принцове (великият херцог на Хесен-Дармщад и ландграфът на Хесен-Хомбург). През 1866 той е детрониран при изпълнението на плана на Ото фон Бисмарк за обединение на Германия.

## Райхстаг
Курфюрстите, както и останалите принцове, управляващи княжества в Империята, са членове на Райхстага, който е разделен на три колегии: Съвет на курфюрстите, Съвет на принцовете и Съвет на градовете. Освен членове на Съвета на курфюрстите, някои светски курфюрсти са също и членове на Съвета на принцовете по правото на други притежавани от тях територии. В много случаи светските курфюрсти управляват множество княжества и имат няколко гласа в Съвета на принцовете. През 1792 кралят на Бохемия има три гласа, курфюрстът на Бавария – шест, курфюрстът на Бранденбург – осем и курфюрстът на Хановр – шест. Така от сто гласа в Съвета на принцовете през 1792 двадесет и три принадлежат на курфюрстите. Светските курфюрсти имат значително влияние като членове на малкия Съвет на курфюрстите и държейки значителен брой гласове в Съвета на принцовете. Одобрението на двете камари е необходимо за важни решения, засягащи структурата на Империята, като например създаването на нови курфюрстства или княжества.
Освен гласуването по Съвети, Райхстагът гласува и по религиозно разделение, както се предвижда във Вестфалския мир. Архиепископът на Майнц председателства католическото тяло (corpus catholicorum), а курфюрстът на Саксония – протестантското (corpus evangelicorum). Разделението е на базата на официалната религия на княжеството, а не на религията на самия владетел. Така дори през XVIII век, когато курфюрстите на Саксония са католици, те продължават да председателстват corpus evangelicorum, тъй като Саксония официално е протестантска.

## Избори
Човекът, избран от курфюрстите приема титлата крал на римляните, въпреки че всъщност управлява в Германия и Австрия. Кралят на римляните става император на Свещената Римска империя едва след като е коронясан от папата. В много случаи папата отказва да короняса крал, с когото е в конфликт, но липсата на коронация лишава краля само от титлата император, но не и от правото да управлява. Хабсбургската династия прекратява практиката на папски коронации. След Карл V всички хора, избрани от курфюрстите, са само „избрани императори“.
Избирателната колегия първоначално се свиква или от архиепископа на Майнц, или от архиепоскопа на Трир, до един месец след смъртта на императора и се събира до три месеца след свикването. По време на междуцарствието имперската власт се упражнява от двама имперски викарии. Всеки от тях, по думите на Златната була, „е управител на самата империя с правото да издава присъди, да предоставя църковни бенефиции, да събира възнаграждения и доходи и да дава владения, да приема клетви за вярност за и от името на свещената империя“. Курфюрстът на Саксония е викарий за районите, прилагащи саксонско право (Саксония, Вестфалия, Хановер и Северна Германия), а курфюрстът на Пфалц е викарий за останалата част от империята (Франкония, Швабия, Рейн и Южна Германия). Курфюрстът на Бавария заема мястото на курфюрста на Пфалц през 1623, но след като последния получава ново курфюрстство през 1648, започва спор между двамата кой да бъде викарий. През 1659 и двамата претендират за това, но другият викарий признава курфюрста на Бавария. По-късно двамата курфюрсти се споразумяват да действат съвместно като викарии, но Райхстагът отхвърля споразумението. През 1711, когато курфюрстът на Бавария е обявен извън закона, курфюрстът на Пфалц отново действа като викарий, но братовчед му възстановява позициите си три години по-късно. Най-накрая през 1745 двамата се споразумяват да се редуват като викарии, като пръв е баварският курфюрст. Споразумението е подкрепено от Райхстага през 1752. През 1777 проблемът отмира, след като курфюрстът на Пфалц наследява Бавария. В много случаи обаче изобщо няма междуцарствие, тъй като новият крал е избран, докато предишният император е още жив.
След XV век изборът се провежда обикновено във Франкфурт, въпреки че това е правено и в Кьолн (1531), Регенсбург (1575 и 1636) и Аугсбург (1653 и 1690). Курфюрстът може да присъства лично или да назначи друг курфюрст за свой представител. Още по-често за гласуването се изпраща посолство от курфюрста. Пълномощията на такива представители се проверяват от архиепископа на Майнц, който председателства церемонията. Обсъжданията се провеждат в сградата на общината, а самото гласуване – в катедралата. Във Франкфурт се използва специален параклис (Wahlkapelle). Според Златната була просто мнозинство е достатъчно за избор на крал и всеки курфюрст има само един глас. Курфюрстите са свободни да гласуват за когото поискат, включително за себе си, но династичните съображения играят важна роля при избора. Курфюрстите изготвят изборна капитулация (Wahlkapitulation), която се представя на избрания крал. Тя може да бъде описана като договор между принцовете и краля, като той признава правата и властта на курфюрстите и другите принцове. След като се закълне в изборната капитулация, той получава поста крал на римляните.
През X и XI век курфюрстите често само потвърждават наследяването в Саксонската, Франконската и Щауфенската династии. След прекъсването на тези династии курфюрстите започват да избират крале от различни семейства, за да не попадне тронът отново в ръцете на една династия. За кратко монархията е изборна и на теория, и на практика. Това положение обаче не трае дълго, тъй като силната династия Хабсбург успява да подсигури наследяването на поста в хода на XV век. Хабсбургските ерцхерцози на Австрия (по-късно и крале на Унгария и Бохемия) са избирани за крале от 1438 до 1740, когато ерцхерцогството е наследено от жена, Мария Тереза. За кратко на власт идва династията Вителсбах, но през 1745 съпругът на Мария Тереза, Франц I от фамилията Хабсбург-Лотарингия, става крал. Всички негови наследници са от същата династия. Така през по-голямата част от историята на Империята ролята на курфюрстите е предимно церемониална.

## Върховни служби
Всеки от курфюрстите заема една Върховна служба на Империята и е член на церемониалното Имперско домакинство. И тримата духовни курфюрсти са ерцканцлери – архиепископът на Майнц е ерцканцлер на Германия, архиепископът на Трир е ерцканцлер на Италия, а архиепископът на Кьолн е ерцканцлер на Галия и Арл. Кралят на Бохемия заема службата Първи виночерпец, курфюрстът на Пфалц – на Първи домакин, курфюрстът на Саксония – на Първи церемониалмайстор, а курфюрстът на Бранденбург – на Първи камерхер.
Когато херцогът на Бавария заменя курфюрста на Пфалц през 1623, той получава и службата му на Първи домакин. След като пфалц-графът получава нова курфюрстка титла, той заема службата на Първи ковчежник на Империята. Когато херцогът на Бавария е обявен извън закона през 1706, курфюрстът на Пфалц си връща службата на Първи домакин, а през 1710 курфюрстът на Хановер става Първи ковчежник. Нещата се усложняват от връщането на херцога на Бавария през 1714. Той си възстановява службата на Първи домакин, а курфюрста на Пфалц пак става Първи ковчежник. В същото време курфюрстите на Хановер продължават да се наричат Първи ковчежник, макар че практически курфюрстът на Пфалц изпълнява длъжността до 1777, когато наследява Бавария и длъжността Първи домакин. След 1777 не са правени повече промени в Имперското домакинство. Планира се създаването на нови служби за курфюрстите от 1803, но Империята е премахната преди създаването им.
Курфюрстите изпълняват церемониалните задължения, свързани със службите им, само по време на коронации, където те подават короната и регалиите на Империята. През останалото време те са представлявани от носителите на съответните „Наследствени служби на Домакинството“. Първият виночерпец е представляван от Виночерпеца (графа на Алтхан), Първият домакин от Домакина (графа на Валдбург), Първият камерхер от Камерхера (графа на Хоенцолерн), Първият церемониалмайстор от Церемониалмайстора (графа на Папенхайм) и Първият ковчежник от Ковчежника (графа на Зинцендорф).